# Jasper Schendelaar
Jasper Schendelaar (Alkmaar, 2 september 2000) is een Nederlands voetballer die als doelman onder contract staat bij PEC Zwolle.

## Carrière

### AZ
Jasper Schendelaar speelde in de jeugd van VAVV Alcmaria Victrix, SV De Foresters en AZ. In het seizoen 2017/18 zat hij enkele wedstrijden op de bank bij Jong AZ, maar kwam nog niet in actie. Hij debuteerde voor Jong AZ in het seizoen 2018/19, in de met 2–1 verloren uitwedstrijd tegen SC Cambuur. Ook zat Schendelaar enkele wedstrijden op de bank bij het eerste elftal van AZ, maar debuteerde hier niet. In het seizoen 2020/21 werd hij uitgeleend aan Telstar. In het seizoen speelde hij 36 wedstrijden in de Eerste divisie en één in de KNVB beker. Zijn contract bij AZ werd aan het eind van seizoen niet verlengd. 

### PEC Zwolle
In juni 2021 maakte Schendelaar de overstap naar PEC Zwolle. Hij ondertekende een contract voor twee seizoenen met een optie voor nog een seizoen. Daar werd hij in eerste instantie tweede doelman achter Kostas Lamprou. Nadat hij in zijn eerste seizoen niet tot zijn debuut kwam en PEC degradeerde, werd Schendelaar het seizoen eerste doelman. Op 7 augustus 2022 maakte hij tegen De Graafschap zijn debuut, een week later leverde hij een assist op de 0-3 van Chardi Landu tegen Telstar. Op 30 september pakte hij tegen Jong Ajax na twaalf minuten een rode kaart, waarna hij de week erop zijn enige wedstrijd van dat seizoen níet speelde. Hij werd tweede met PEC en promoveerde direct terug naar de Eredivisie, waarin hij 12 augustus 2023 tegen Sparta Rotterdam zijn debuut maakte. 

### Carrièrestatistieken
| Seizoen                    | Club            | Competitie      | Competitie | Competitie | Beker | Beker | Internationaal | Internationaal | Overig | Overig | Totaal | Totaal |
| Seizoen                    | Club            | Competitie      | Wed.       | Dlp.       | Wed.  | Dlp.  | Wed.           | Dlp.           | Wed.   | Dlp.   | Wed.   | Dlp.   |
| -------------------------- | --------------- | --------------- | ---------- | ---------- | ----- | ----- | -------------- | -------------- | ------ | ------ | ------ | ------ |
| 2017/18                    | Jong AZ         | Eerste divisie  | 0          | 0          | –     | –     | –              | –              | 0      | 0      | 0      | 0      |
| 2018/19                    | Jong AZ         | Eerste divisie  | 24         | 0          | –     | –     | –              | –              | 0      | 0      | 24     | 0      |
| 2019/20                    | Jong AZ         | Eerste divisie  | 9          | 0          | –     | –     | –              | –              | 0      | 0      | 9      | 0      |
| 2020/21                    | → Telstar       | Eerste divisie  | 36         | 0          | 1     | 0     | –              | –              | 0      | 0      | 37     | 0      |
| 2021/22                    | PEC Zwolle      | Eredivisie      | 0          | 0          | 0     | 0     | –              | –              | 0      | 0      | 0      | 0      |
| 2022/23                    | PEC Zwolle      | Eerste divisie  | 37         | 0          | 0     | 0     | –              | –              | 0      | 0      | 37     | 0      |
| 2023/24                    | PEC Zwolle      | Eredivisie      | 32         | 0          | 0     | 0     | –              | –              | 0      | 0      | 32     | 0      |
| 2024/25                    | PEC Zwolle      | Eredivisie      | 30         | 0          | 1     | 0     | –              | –              | 0      | 0      | 31     | 0      |
| Carrière totaal            | Carrière totaal | Carrière totaal | 168        | 0          | 2     | 0     | 0              | 0              | 0      | 0      | 170    | 0      |
| Bijgewerkt tot 19 mei 2025 |                 |                 |            |            |       |       |                |                |        |        |        |        |

## Interlandcarrière

### Nederland onder 21
Op 27 maart 2023 debuteerde Schendelaar bij het Nederland –21 in een vriendschappelijke wedstrijd tegen Tsjechië –21 (1–1).
| Interlands van Jasper Schendelaar | Interlands van Jasper Schendelaar | Interlands van Jasper Schendelaar | Interlands van Jasper Schendelaar | Interlands van Jasper Schendelaar | Interlands van Jasper Schendelaar |
| №                                 | Datum                             | Wedstrijd                         | Uitslag                           | Soort wedstrijd                   | Doelpunten                        |
| Als speler bij PEC Zwolle         | Als speler bij PEC Zwolle         | Als speler bij PEC Zwolle         | Als speler bij PEC Zwolle         | Als speler bij PEC Zwolle         | Als speler bij PEC Zwolle         |
| --------------------------------- | --------------------------------- | --------------------------------- | --------------------------------- | --------------------------------- | --------------------------------- |
| 1.                                | 27 maart 2023                     | Nederland – Tsjechië              | 1 – 1                             | Vriendschappelijk                 | 0                                 |

### Nederland onder 19
Op 5 september 2018 debuteerde Schendelaar bij het Nederland –19 in een vriendschappelijke wedstrijd tegen Engeland –19 (1–4).
| Interlands van Jasper Schendelaar | Interlands van Jasper Schendelaar | Interlands van Jasper Schendelaar | Interlands van Jasper Schendelaar | Interlands van Jasper Schendelaar | Interlands van Jasper Schendelaar |
| №                                 | Datum                             | Wedstrijd                         | Uitslag                           | Soort wedstrijd                   | Doelpunten                        |
| Als speler bij AZ                 | Als speler bij AZ                 | Als speler bij AZ                 | Als speler bij AZ                 | Als speler bij AZ                 | Als speler bij AZ                 |
| --------------------------------- | --------------------------------- | --------------------------------- | --------------------------------- | --------------------------------- | --------------------------------- |
| 1.                                | 5 september 2018                  | Engeland – Nederland              | 4 – 1                             | Vriendschappelijk                 | 0                                 |
| 2.                                | 16 oktober 2018                   | Ierland – Nederland               | 2 – 1                             | Kwalificatie EK –19 2019          | 0                                 |
| 3.                                | 14 november 2018                  | Armenië – Nederland               | 0 – 4                             | Vriendschappelijk                 | 0                                 |

### Nederland onder 18
Op 1 september 2017 debuteerde Schendelaar bij het Nederland –18 in een vriendschappelijke wedstrijd tegen Denemarken –18 (2–1).
| Interlands van Jasper Schendelaar | Interlands van Jasper Schendelaar | Interlands van Jasper Schendelaar | Interlands van Jasper Schendelaar | Interlands van Jasper Schendelaar | Interlands van Jasper Schendelaar |
| №                                 | Datum                             | Wedstrijd                         | Uitslag                           | Soort wedstrijd                   | Doelpunten                        |
| Als speler bij AZ                 | Als speler bij AZ                 | Als speler bij AZ                 | Als speler bij AZ                 | Als speler bij AZ                 | Als speler bij AZ                 |
| --------------------------------- | --------------------------------- | --------------------------------- | --------------------------------- | --------------------------------- | --------------------------------- |
| 1.                                | 1 september 2017                  | Denemarken – Nederland            | 1 – 2                             | Vriendschappelijk                 | 0                                 |
| 2.                                | 5 oktober 2017                    | Nederland – Oostenrijk            | 0 – 0                             | Vriendschappelijk                 | 0                                 |

### Nederland onder 17
Op 9 september 2016 debuteerde Schendelaar bij het Nederland –17 in een vriendschappelijke wedstrijd tegen Duitsland –17 (1–2).
| Interlands van Jasper Schendelaar | Interlands van Jasper Schendelaar | Interlands van Jasper Schendelaar | Interlands van Jasper Schendelaar | Interlands van Jasper Schendelaar | Interlands van Jasper Schendelaar |
| №                                 | Datum                             | Wedstrijd                         | Uitslag                           | Soort wedstrijd                   | Doelpunten                        |
| Als speler bij AZ                 | Als speler bij AZ                 | Als speler bij AZ                 | Als speler bij AZ                 | Als speler bij AZ                 | Als speler bij AZ                 |
| --------------------------------- | --------------------------------- | --------------------------------- | --------------------------------- | --------------------------------- | --------------------------------- |
| 1.                                | 9 september 2016                  | Duitsland – Nederland             | 2 – 1                             | Vriendschappelijk                 | 0                                 |
| 2.                                | 11 september 2016                 | Nederland – Israël                | 2 – 0                             | Vriendschappelijk                 | 0                                 |
| 3.                                | 28 september 2016                 | Denemarken – Nederland            | 0 – 2                             | Kwalificatie EK –17 2017          | 0                                 |
| 4.                                | 3 oktober 2016                    | Nederland – Honduras              | 4 – 0                             | Kwalificatie EK –17 2017          | 0                                 |
| 5.                                | 12 februari 2017                  | Portugal – Nederland              | 2 – 1                             | Vriendschappelijk                 | 0                                 |
| 6.                                | 14 februari 2017                  | Nederland – Engeland              | 0 – 1                             | Vriendschappelijk                 | 0                                 |
| 7.                                | 14 maart 2017                     | Nederland – België                | 2 – 0                             | Kwalificatie EK –17 2017          | 0                                 |
| 8.                                | 16 maart 2017                     | Nederland – Wit-Rusland           | 3 – 2                             | Kwalificatie EK –17 2017          | 0                                 |
| 9.                                | 4 mei 2017                        | Nederland – Oekraïne              | 1 – 0                             | EK –17 2017                       | 0                                 |
| 10.                               | 7 mei 2017                        | Nederland – Noorwegen             | 2 – 2                             | EK –17 2017                       | 0                                 |
| 11.                               | 10 mei 2017                       | Engeland – Nederland              | 3 – 0                             | EK –17 2017                       | 0                                 |
| 12.                               | 13 mei 2017                       | Duitsland – Nederland             | 2 – 1                             | EK –17 2017                       | 0                                 |

### Nederland onder 16
Op 8 september 2015 debuteerde Schendelaar bij het Nederland –16 in een vriendschappelijke wedstrijd tegen Kroatië –16 (2–2).
| Interlands van Jasper Schendelaar | Interlands van Jasper Schendelaar | Interlands van Jasper Schendelaar | Interlands van Jasper Schendelaar | Interlands van Jasper Schendelaar | Interlands van Jasper Schendelaar |
| №                                 | Datum                             | Wedstrijd                         | Uitslag                           | Soort wedstrijd                   | Doelpunten                        |
| Als speler bij AZ                 | Als speler bij AZ                 | Als speler bij AZ                 | Als speler bij AZ                 | Als speler bij AZ                 | Als speler bij AZ                 |
| --------------------------------- | --------------------------------- | --------------------------------- | --------------------------------- | --------------------------------- | --------------------------------- |
| 1.                                | 8 september 2015                  | Nederland – Kroatië               | 2 – 2                             | Vriendschappelijk                 | 0                                 |
| 2.                                | 27 oktober 2015                   | Frankrijk – Nederland             | 1 – 0                             | Vriendschappelijk                 | 0                                 |
| 3.                                | 29 oktober 2015                   | Engeland – Nederland              | 2 – 2                             | Vriendschappelijk                 | 0                                 |
| 4.                                | 31 oktober 2015                   | Japan – Nederland                 | 0 – 3                             | Vriendschappelijk                 | 0                                 |
| 5.                                | 2 december 2015                   | Nederland – Brazilië              | 3 – 0                             | Vriendschappelijk                 | 0                                 |
| 6.                                | 6 december 2015                   | Engeland – Nederland              | 2 – 2                             | Vriendschappelijk                 | 0                                 |
| 7.                                | 4 februari 2016                   | Nederland – Frankrijk             | 2 – 0                             | Vriendschappelijk                 | 0                                 |
| 8.                                | 8 februari 2016                   | Duitsland – Nederland             | 2 – 0                             | Vriendschappelijk                 | 0                                 |
| 9.                                | 9 maart 2016                      | Nederland – Italië                | 0 – 1                             | Vriendschappelijk                 | 0                                 |
| 10.                               | 13 maart 2016                     | Nederland – Frankrijk             | 0 – 0                             | Vriendschappelijk                 | 0                                 |

### Nederland onder 15
Op debuteerde Schendelaar bij het Nederland –15 in een vriendschappelijke wedstrijd tegen België –15 (3–1).
| Interlands van Jasper Schendelaar | Interlands van Jasper Schendelaar | Interlands van Jasper Schendelaar | Interlands van Jasper Schendelaar | Interlands van Jasper Schendelaar | Interlands van Jasper Schendelaar |
| №                                 | Datum                             | Wedstrijd                         | Uitslag                           | Soort wedstrijd                   | Doelpunten                        |
| Als speler bij AZ                 | Als speler bij AZ                 | Als speler bij AZ                 | Als speler bij AZ                 | Als speler bij AZ                 | Als speler bij AZ                 |
| --------------------------------- | --------------------------------- | --------------------------------- | --------------------------------- | --------------------------------- | --------------------------------- |
| 1.                                | 13 november 2014                  | Nederland – België                | 3 – 1                             | Vriendschappelijk                 | 0                                 |
| 2.                                | 10 februari 2015                  | Servië – Nederland                | 1 – 1                             | Vriendschappelijk                 | 0                                 |
| 3.                                | 14 februari 2015                  | Turkije – Nederland               | 0 – 0                             | Vriendschappelijk                 | 0                                 |
| 4.                                | 14 april 2015                     | Ierland – Nederland               | 1 – 0                             | Vriendschappelijk                 | 0                                 |
| 5.                                | 21 mei 2015                       | Nederland – Duitsland             | 0 – 1                             | Vriendschappelijk                 | 0                                 |